# Porte Notre-Dame (Cambrai)
Pour les articles homonymes, voir Porte Notre-Dame et Porte de Valenciennes.
La porte Notre-Dame est un monument de la ville de Cambrai, dans le département du Nord.

## Architecture
Telle qu'elle nous apparait aujourd'hui, la porte Notre-Dame (ou porte de Valenciennes) est constituée d'un haut passage voûté, d'un étage contenant une salle de gardes et d'une toiture percée de trois lucarnes. La façade est décorée de bossage en pointes de diamant et abrite une vierge à l’enfant au creux d'une niche. Quatre rangées de colonnes s'élancent sur toute la hauteur et s'achèvent par quatre pinacles (deux ont été supprimés). Au niveau des toitures, un fronton est surmonté d'une sculpture représentant un buste de soldat entouré de drapeaux. Un soleil, symbole du pouvoir de Louis XIV, fut sculpté sur ce fronton après la prise de Cambrai par le roi et les troupes françaises en 1677.
Côté ville, il existait une seconde porte moins décorée qui était reliée à la porte côté campagne par un grand tunnel qui passait sous le massif des fortifications[pas clair]. Ce tunnel et la porte côté ville ont été rasés à la fin du XIXe siècle lorsque les murailles de Cambrai furent démantelées.
La façade orientée vers le centre ville est construite en briques et pierres, la partie inférieure de cette façade étant une recréation réalisée après le démantèlement. La salle des gardes à l’étage peut être visitée sur demande auprès de l'Office du Tourisme.
La porte fait l’objet d’un classement au titre des monuments historiques depuis le 18 avril 1914.

## Histoire
La porte Notre-Dame telle que nous la connaissons aujourd'hui remplace un édifice plus ancien. On sait[réf. nécessaire] qu'une porte existait déjà à cet endroit à l'époque médiévale sous le nom de Porte du Malle.

## Articles  connexes
- Liste des monuments historiques du Nord